# Joe Damiano
Joe Damiano (vero nome Giuseppe De Angelis; Filadelfia, 29 luglio 1934 – 2022) è stato un cantante statunitense attivo fra gli anni cinquanta e sessanta.

## Biografia
Figlio di emigrati pugliesi, basò il suo stile canoro sulla doppia appartenenza italiana e statunitense.
Raggiunse il grande successo anche in Italia nel 1959 con Forever che fu prima in classifica per otto settimane e divenne una delle canzoni più cantate e ballate di quell'anno.
Partecipò al Festival di Sanremo 1965 con il brano Cominciamo ad amarci, non riuscendo però a qualificarsi per la serata finale.